# (34001) 2000 OR5
2000 OR5 (asteroide 34001) é um asteroide da cintura principal. Possui uma excentricidade de 0.15646690 e uma inclinação de 23.13319º.
Este asteroide foi descoberto no dia 24 de julho de 2000 por LINEAR em Socorro.